# 志喜屋孝信
志喜屋孝信（1884年4月19日—1955年1月26日），沖繩（琉球）政治人物、教育家。
琉球國士族後裔，本姓文，出生於沖繩縣具志川間切宮里（今宇流麻市字宮里）。1904年畢業於沖繩縣中學（今沖繩縣立首里高等學校）。1908年畢業於廣島高等師範學校（今廣島大學），在校期間，受到內村鑑三著作的影響。
他先後到熊本縣立鹿本中學（今熊本縣立鹿本高等學校）、沖繩縣立第二中學（今沖繩縣立那霸高等學校）任教。1925年任沖繩縣立第二中學校長。1936年自校長職位退休後，來到私立開南中學任教，該校校舍於沖繩島戰役中被炸毀，教師及學生多死亡，最終廢校。
美軍占領琉球後，美國軍政府於1945年8月20日設立諮詢機構「沖繩諮詢會」，志喜屋孝信被選為委員長。該機構事實上是琉球的行政機構。1946年，被任命為沖繩民政府知事，致力於復興在戰火中被毀的琉球。1950年，沖繩群島政府成立後，志喜屋孝信辭去民政府知事一職。同年琉球大學成立，他擔任第一任校長。